# Лубянки (Архангельская область)
Лубянки — деревня в Холмогорском районе Архангельской области.

## География
Находится в центральной части Архангельской области на расстоянии приблизительно 12 км на восток по прямой от районного центра села Холмогоры на правом берегу реки Северная Двина.

## История
В 1905 году здесь (тогда деревня Холмогорского уезда) было учтено 18 дворов. До 2022 года входила в Холмогорское сельское поселение до его упразднения.

## Население
Численность населения: 95 человек (1905), 10 (русские 100 %) в 2002 году, 4 в 2010.